# レドヴィッツ・アン・デア・ローダッハ
レドヴィッツ・アン・デア・ローダッハ（ドイツ語: Redwitz an der Rodach、公的には Redwitz a.d.Rodach）は、ドイツ バイエルン州 オーバーフランケン行政管区 リヒテンフェルス郡の町村（以下、本項では便宜上「町」と記述する）で、レドヴィッツ・アン・デア・ローダッハ行政共同体を形成している。

## 地理
レドヴィッツでシュタイナハ川はローダッハ川に合流する。レドヴィッツから2km下流でローダッハ川はマイン川に合流する。

### 位置
レドヴィッツは、リヒテンフェルスとクローナハとの間に位置する。

### 自治体の構成
この町は、公式には5つの集落からなる。
- マンスゲロイト
- オプリストフェルト
- レドヴィッツ・アン・デア・ローダッハ
- トライナウ
- ウンターランゲンシュタット

## 行政

### 議会
町議会は、首長を含めて、17議席から成る。

## 経済と社会基盤

### 交通
レドヴィッツは連邦道B173およびニュルンベルクからイェーナあるいはライプツィヒを結ぶ鉄道路線の沿線にある。

### 地元企業
- Argillon Keramik：セラミック
- wzb Werkzeugbau & Formenbau：製造業
- Mayer Sitzmöbel：いす製造
- HOAL Bekleidung GmbH：衣料品

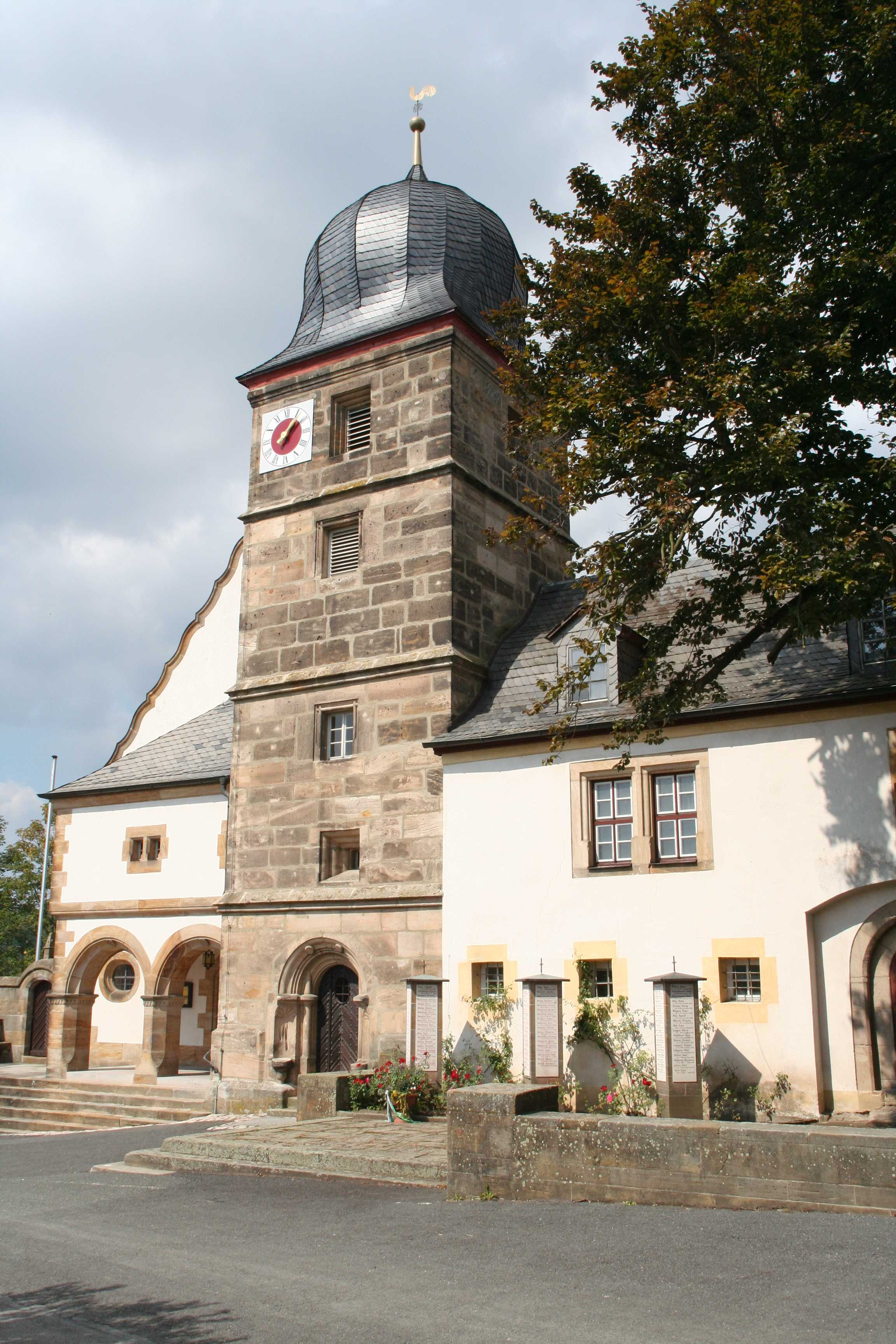
ルター派の聖エギディウス教区教会
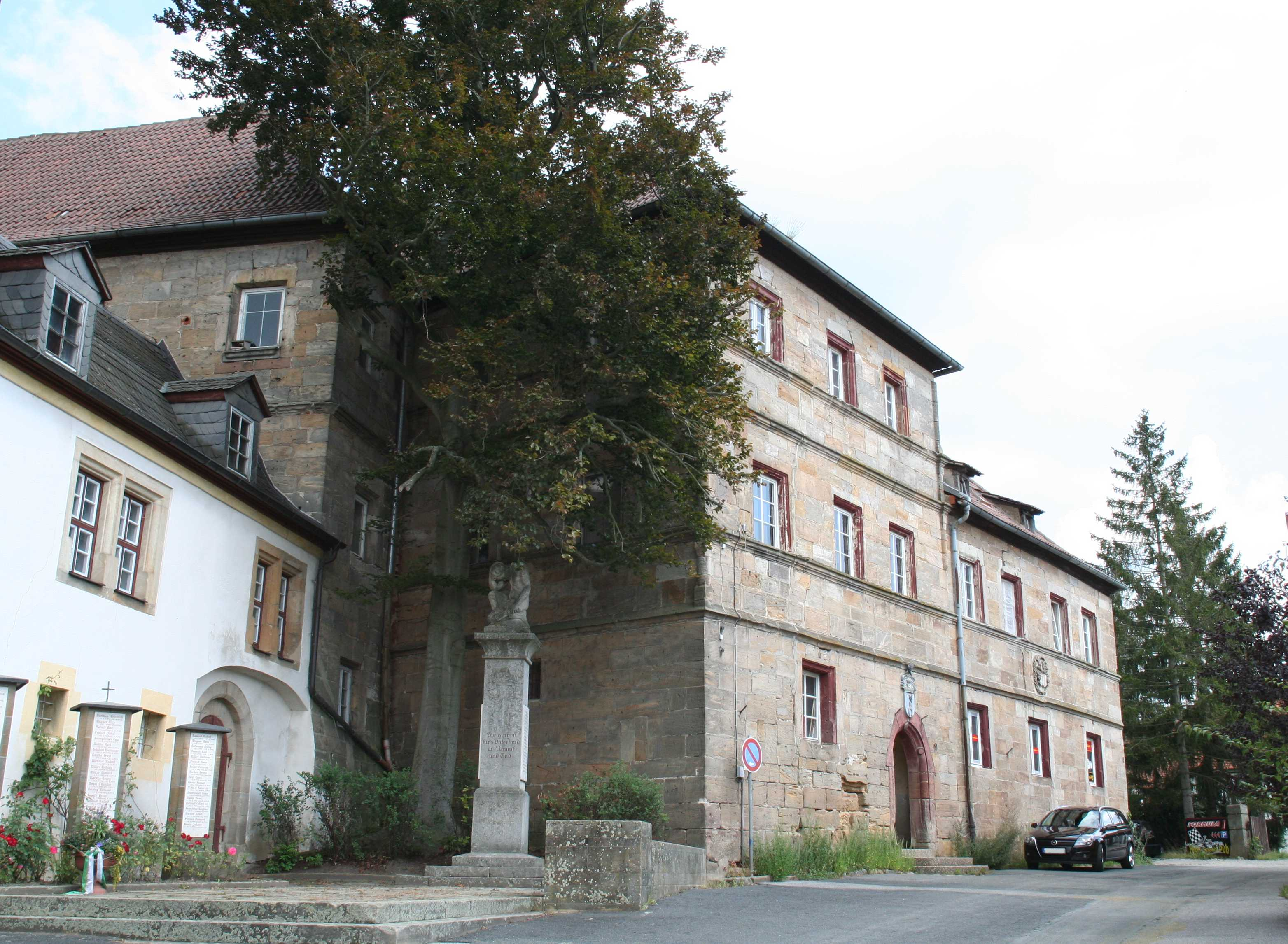
レドヴィッツ城

## 引用
1. ↑  https://www.statistikdaten.bayern.de/genesis/online?operation=result&code=12411-003r&leerzeilen=false&language=de Genesis-Online-Datenbank des Bayerischen Landesamtes für Statistik Tabelle 12411-003r Fortschreibung des Bevölkerungsstandes: Gemeinden, Stichtag (Einwohnerzahlen auf Grundlage des Zensus 2011)
2. ↑  Bayerische Landesbibliothek Online